# 马莱尔科特拉
马莱尔科特拉（Malerkotla），是印度旁遮普邦Sangrur县的一个城镇。总人口106802（2001年）。

## 人口
该地2001年总人口106802人，其中男性56872人，女性49930人；0—6岁人口14332人，其中男7669人，女6663人；识字率55.34%，其中男性为60.81%，女性为49.10%。